# Fuchsia corymbiflora
Fuchsia corymbiflora é uma das espécies hibridadas na obtenção do brinco-de-princesa.